# Wonokoyo (Kapongan)
Wonokoyo is een bestuurslaag in het regentschap Situbondo van de provincie Oost-Java, Indonesië. Wonokoyo telt 2786 inwoners (volkstelling 2010).